# Arrondissement Avelgem
Arrondissement Avelgem (nizozemsky: Arrondissement Avelgem; francouzsky: Arrondissement d'Avelgem) byl krátkodobý arrondissement (okres) v dnešní Belgii. Vznikl oddělením od arrondissementu Kortrijk roku 1818 a zanikl roku 1823.